# 우플란스브로시

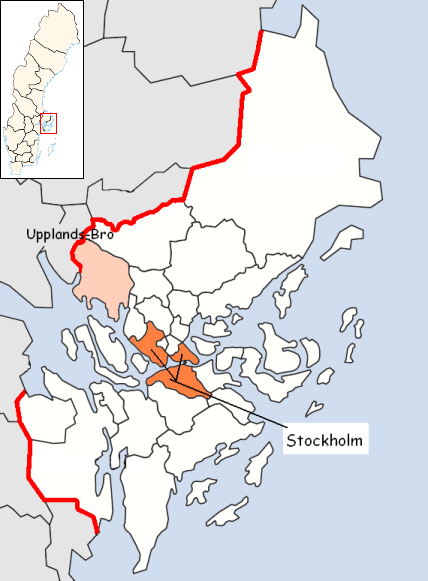
우플란스브로 시의 위치

우플란스브로시(스웨덴어: Upplands-Bro kommun)는 스웨덴 스톡홀름주에 위치한 지방 자치체로 행정 중심지는 쿵셍엔이며 면적은 325.23km2, 인구는 26,755명(2016년 12월 31일 기준), 인구 밀도는 82명/km2이다.

시 문장